# Surgisphere
Surgisphere (ou Surgisphere Corp.) est une société américaine se présentant comme réalisant des analyses de données de santé anonymisées ; la société a été créée en 2008 à Chicago et est basée dans l'Illinois. 
Elle est l'objet d'une controverse majeure en mai/juin 2020, en raison de la publication d'études sur le COVID-19 qui utilisaient des données fournies par Surgisphere, publiées puis rapidement rétractées (notamment par The Lancet et The New England Journal of Medicine) après avoir servi de fondement à des décisions de politique sanitaire dans plusieurs pays.

## Historique
Surgisphere est fondée en 2008 par le chirurgien vasculaire Sapan Desai (en) qui en est aussi le PDG. 
Ce dernier était employé au Northwest Community Hospital, dans l'Illinois, depuis juin 2016 jusqu'à sa démission le 10 février 2020. Sapan Desai est sous le coup de trois procédures en cours pour « fautes professionnelles médicales aux États-Unis ». Deux d'entre elles ont été déposées en novembre 2019. Elisabeth Bik découvre en juin 2020 que dans un article paru en 2004 dans le journal de neurophysiologie, Sapan Desai alors étudiant dans l'Université de l'Illinois a manipulé des images en dupliquant des parties de celles-ci.
En 2012, Desai a travaillé sur un projet Neurodynamics Flow d'outil de neurofeedback, destiné à la neurothérapie, partant de l'hypothèse encore très discutée qu'une personne (en bonne santé) peut, grâce à un affichage en temps réel de son activité cérébrale (électroencéphalographie en général) apprendre à autoréguler certaines de ses fonctions ou réactions cérébrales, améliorer ses capacités cognitives, sa créativité ou sa relaxation. Il a tenté de lancer ce projet avec un financement participatif via Indiegogo, mais n'a pas réussi à lever assez de fonds.  
Desai s'installe en 2012 au Centre des sciences de la santé de l'Université du Texas à Houston et enregistre Surgisphere Corporation au Texas. Surgisphere édite de 2010 à 2013 un journal médical à comité de lecture (Journal of Surgical Radiology ou J Surg Rad) qui, selon son site Web, aurait eu jusqu'à 50 000 abonnés et près d'un million de pages vues par mois.
Fin mai 2020, Surgisphere Corporation, encore inconnue du grand public et de nombreux professionnels, se retrouve sous le feu des critiques à la suite de la mise en doute de la qualité des données qu'elle a fournies pour une étude sur les risques pour la santé de l'hydroxychloroquine utilisée en traitement contre la COVID-19 publiée dans The Lancet le 22 mai (vide infra).
Surgisphere aurait par ailleurs promu un « outil de diagnostic rapide » pour la COVID-19, déclarant qu'il était utilisé par plus de 1 000 hôpitaux et qu'il aurait « 93,7 % de sensibilité et 99,9 % de spécificité ». Desai a ensuite déclaré au journal The Scientist que cet outil n'était pas un test mais un « outil de notation de la gravité de la Covid-19 » et « d'aide à la décision pour le triage des patients », comme cela est expliqué sur le site web de l'entreprise.

## Controverses sur la qualité de la base de données de Surgisphere (en 2020)
Mi-mai, la balance bénéfice-risque et l'intérêt d'introduire l'hydroxychloroquine dans le traitement de la COVID-19 sont encore très discutés. Le besoin d'études statistiquement solides justifie le lancement de plusieurs études, dont certaines se basent sur des données fournies par Surgisphere.
- Les données de dossiers hospitaliers de 96 000 patients hospitalisés dans 671 hôpitaux pour la Covid-19 entre décembre et avril 2020 qui auraient été recueillies par Surgisphere sont ainsi à la base d'une étude publiée en mai 2020 dans The Lancet. Cette étude concluait que les patients souffrant de la Covid-19 et prenant de l'hydroxychloroquine (antipaludique) n'en tiraient pas d'avantage thérapeutique et étaient même plus susceptibles de développer des problèmes cardiaques et de mourir à l'hôpital que d'autres[8]. 
Après la publication, des doutes sur la qualité des données ont été émis, d'abord sur les réseaux sociaux et dans la presse, puis dans des courriels, puis dans une lettre ouverte à The Lancet et aux auteurs de l’étude (lettre signée par plus de 100 chercheurs). Quelques observateurs ont noté, en premier lieu, que les résultats présentés étaient particulièrement discordants, comparés aux précédentes études sur le sujet. Des chercheurs ont également exprimé leurs doutes sur le fait que Surgisphere ait pu acquérir aussi vite autant de données détaillées sur des patients de la COVID-19, en contexte de crise sanitaire mondiale (63 000 patients COVID-19 accueillis dans 559 hôpitaux d'Amérique du Nord au 14 avril déjà inclus dans cette vaste base de données, soit la moitié environ des cas déclarés à New York et dans le New Jersey, sur un total de 580 000 cas aux États-Unis au 14 avril). Dans une lettre ouverte, des chercheurs demandèrent au Lancet au moins un partage des données agrégées de Surgisphere (pour vérification des covariables et des résultats).
Les autorités australiennes ont déclaré au Guardian la semaine du 28 mai que le nombre de décès australiens dans le journal Lancet, comptés jusqu'au 21 avril, dépassait le nombre de décès COVID-19 enregistrés par les autorités sanitaires jusqu'à cette date. Desai a déclaré au Guardian que cela était dû à une erreur ayant entraîné l'inclusion d'un hôpital asiatique dans les statistiques pour l'Australie[9], et a affirmé que les conclusions générales de l'étude ne s'en trouvaient pas affectées.
D'autres sujets d'interrogations, non décisifs, ont été pointés par des chercheurs. Certains se sont ainsi étonné qu'alors que les deux tiers des données étaient supposées provenir d'Amérique du Nord, la moyenne des doses administrées dépassent très sensiblement les recommandations faites par la Food and Drug Administration des États-Unis. D'autres ont jugé que les augmentations du risque de décès par COVID-19 en fonction de l'âge des patients, telles que calculées par les auteurs, étaient incohérentes[1]. 
En conséquence, The Lancet et The New England Journal of Medicine ont publié des « expressions de préoccupation » concernant les études publiées[10]. Trois auteurs, communs à ces deux articles (Mandeep Mehra, Amit Patel et Sapan Desai), ont chacun basé leurs analyses sur des données fournies par Surgisphere (société fondée et dirigée par l'un d'entre eux : Sapan Desai, beau-frère d'Amit Patel, qui a déclaré via un porte-parole, ne pas pouvoir révéler l'identité des 671 hôpitaux de l'étude Lancet en raison d'accords de confidentialité avec ces derniers). Sapan Depai a lui même fait partie des trois auteurs ayant rétracté leur travail sur le New England Journal of Medicine, mais il n'a pas fait de même pour l'article du Lancet pour lequel trois de ses collègues co-rédacteurs ont rétracté leur travail au motif que Surgisphere a refusé de partager l’ensemble des données (dans le cadre d'un audit suscité par des préoccupations soulevées par des chercheurs extérieurs à l'étude).

- Le 2 juin, le New England Journal of Medicine (NEJM) publie un EOC (Expression of Concern)[11], et The Lancet fait de même quelques heures plus tard[1]. Le 4 juin, l'article du New England Journal of Medicine publié début mai et portant sur les effets cardiovasculaires et d'hypertension de l'hydroxychloroquine chez les patients de Covid-19 est rétracté[12],[13], et trois des quatre auteurs de l'étude publiée dans The Lancet demandent la rétractation de leur article, affirmant ne pas avoir été en mesure de pleinement contrôler les données fournies par Surgisphere[12],[14]. Le journal Lancet a lui-même publié une correctif à l'étude le 29 mai, et dans un communiqué a dit prendre « les questions d'intégrité scientifique très au sérieux, et il existe de nombreuses questions en suspens sur Surgisphere et les données qui auraient été incluses dans cette étude ». 
Surgisphere affirme disposer de pétaoctets de données provenant de plus de 100 millions de patients, données provenant de quelque 1 200 hôpitaux et institutions réparties sur six continents ; mais sous couvert d'accords de confidentialité ne révèle ni ses sources, ni comment les données sont collectées. Selon The Wall-Street Journal (5 juin 2020), de nombreux chercheurs et certains hôpitaux (de New York, du New Jersey et de l'Illinois) ont dit n'avoir jamais entendu parler de Surgisphere[15].

- Un troisième travail de recherche, rétrospectif (de contrôle apparié de patients atteints de coronavirus et ayant reçu différents traitements), s'est appuyé sur une « base de données d'hospitalisation en temps réel » utilisant les données de Surgisphere. Ce travail a été diffusé en prépublication (c'est-à-dire avant validation par des pairs) en avril 2020, concluant alors que l'ivermectine semblait réduire la mortalité par COVID-19. Cette prépublication a été retirée en mai 2020[16], mais a néanmoins conduit plusieurs pays d'Amérique latine à utiliser l'ivermectine (antiparasitaire, notamment utilisé par les vétérinaires, et dans certains pays uniquement autorisée pour usage vétérinaire) contre la Covid-19, bien qu'avec des précautions[1], créant une augmentation de la demande dans plusieurs pays. Les résultats de cette troisième étude ont également été critiqués[12],[17].

Le 2 juin 2020, un article de la revue Science estime suspect que la base de données de Surgisphere ait pu réunir autant de données en si peu de temps. Arguant de clauses de confidentialité signées avec les hôpitaux, Surgisphere n'a pas rendu publiques les données utilisées dans les deux études, mais le 2 juin 2020 un porte-parole de l'entreprise a déclaré au journal Science qu'il organisait un accord qui permettrait aux auteurs de l'étude NEJM un accès au niveau de détail de données demandé par NEJM, mais à condition de ne pas les divulguer[pas clair]. 
Le 25 mai, l'OMS annonce une « pause temporaire » de la branche hydroxychloroquine de l'essai Solidarity, et les autorités sanitaires font de même en France avec l'essai Discovery, alors que Sanofi (fabricant du Plaquenil) déclare temporairement cesser le recrutement de patients pour deux essais cliniques sur le Plaquenil. Immédiatement après la rétractation de l'article dans The Lancet, l'OMS reprend les essais de l'hydroxychloroquine. Les essais Recovery, en Angleterre, et ORCHID, financé par le National Heart, Lung, and Blood Institute, à Bethesda dans le Maryland, n'ont pas été modifiés.
Une enquête du Guardian montre que deux employés de Surgisphere avaient peu ou pas de formation scientifique ; l’un est auteur de science-fiction, et une autre, présentée comme «  responsable marketing », était un mannequin de charme et hôtesse d'événements. Le Guardian note que la page LinkedIn de Surgisphere a moins de 100 « followers » et mentionnait seulement six employés, que la société n'a pratiquement aucune présence en ligne, et que son compte Twitter n’a rien posté d'octobre 2017 à mars 2020. Son site Internet a disparu mi-juin 2020. 